# José Ignacio Sánchez
José Ignacio Sánchez Santiago plus connu sous le nom de José Ignacio Sánchez, né le 28 août 1971 à Salamanque (Espagne), est un matador espagnol.

## Présentation  et carrière
Élève de l'école taurine de Salamanque, il participe à sa première novillada piquée dans l'arène de Vista Alegre à Bilbao le 12 mai 1991, devant des novillos de El Pilar. Le 30 avril 1993, il fait sa présentation de novillero à Madrid. Il prend son alternative le 29 juillet  1994 à Madrid avec pour parrain « Joselito » et pour témoin Enrique Ponce devant des taureaux de la ganadería de Zalduendo.
Il confirme l'année suivante devant du bétail de Baltasar Ibán, le 17 mai 1995 avec pour parrain César Rincón et pour témoin « Joselito ».
Sa présentation en France a lieu à Beaucaire le  26 juillet 1995 en compagnie de Manzanares et de César Rincón. 17 mai 1995.
Après une carrière honnête, et une très grave blessure à l'épaule, il s'est progressivement retiré du ruedo pour prendre la direction d'un tout nouvel élevage : Pedraza de Yeltes,.